# Club 92
Club 92 è stato un programma televisivo italiano di genere varietà, trasmesso da Rai 2 dal 16 dicembre 1990 al 22 febbraio 1991  il venerdì alle 20.30 per undici puntate. 

## Il programma
Il programma, condotto da Gigi Proietti e Giancarlo Magalli, era ambientato in un night-club e raccontava le vicende di vari personaggi, da Virgilio all'onorevole e la sua signora, dal cameriere autolesionista al cantastorie.

## I personaggi
- Pietro Ammicca (Gigi Proietti)
- Virgilio (Carlo Molfese)
- L'onorevole (Sergio Pierattini)
- La Signora dell'onorevole (Patrizia Pellegrino)
- Gioioso De Vita - Il cameriere autolesionista (Giorgio Tirabassi)
- Il cantastorie (Stefano Nosei)
- La signora Fagotti (Mirella Falco)
- La simpatica guardarobiera (Chiara Noschese)
- Il cameriere (Enrico Brignano)
- La sposa (Nadia Rinaldi)
- Lo sposo (Tommaso Pernice)